# Seven de Dubái 2000
El Seven de Dubái de 2000 fue la segunda edición del torneo de rugby 7, fue el segundo torneo de la temporada 2000-01 de la Serie Mundial Masculina de Rugby 7.
Se disputó en la instalaciones del Dubai Exiles Rugby Ground.

## Fase de grupos

### Grupo A
| Equipo        | Encuentros | Encuentros | Encuentros | Encuentros | Tantos  | Tantos    | Tantos     | Puntos |
| Equipo        | jugados    | ganados    | empatados  | perdidos   | a favor | en contra | diferencia | Puntos |
| ------------- | ---------- | ---------- | ---------- | ---------- | ------- | --------- | ---------- | ------ |
| Nueva Zelanda | 3          | 3          | 0          | 0          | 136     | 17        | 119        | 9      |
| Inglaterra    | 3          | 2          | 0          | 1          | 65      | 52        | 13         | 7      |
| Georgia       | 3          | 1          | 0          | 2          | 53      | 92        | -39        | 5      |
| Golfo Pérsico | 3          | 0          | 0          | 3          | 7       | 100       | -93        | 3      |

Nota: Se otorgan 3 puntos al equipo que gane un partido, 2 al que empate y 1 al que pierda

### Grupo B
| Equipo    | Encuentros | Encuentros | Encuentros | Encuentros | Tantos  | Tantos    | Tantos     | Puntos |
| Equipo    | jugados    | ganados    | empatados  | perdidos   | a favor | en contra | diferencia | Puntos |
| --------- | ---------- | ---------- | ---------- | ---------- | ------- | --------- | ---------- | ------ |
| Fiyi      | 3          | 3          | 0          | 0          | 132     | 5         | 127        | 9      |
| Argentina | 3          | 2          | 0          | 1          | 55      | 66        | -11        | 7      |
| Irlanda   | 3          | 1          | 0          | 2          | 43      | 101       | -58        | 5      |
| Marruecos | 3          | 0          | 0          | 3          | 33      | 91        | -58        | 3      |

### Grupo C
| Equipo    | Encuentros | Encuentros | Encuentros | Encuentros | Tantos  | Tantos    | Tantos     | Puntos |
| Equipo    | jugados    | ganados    | empatados  | perdidos   | a favor | en contra | diferencia | Puntos |
| --------- | ---------- | ---------- | ---------- | ---------- | ------- | --------- | ---------- | ------ |
| Australia | 3          | 3          | 0          | 0          | 128     | 5         | 123        | 9      |
| Samoa     | 3          | 2          | 0          | 1          | 75      | 41        | 34         | 7      |
| Hong Kong | 3          | 1          | 0          | 2          | 33      | 101       | -68        | 5      |
| Kenia     | 3          | 0          | 0          | 3          | 17      | 106       | -89        | 3      |

### Grupo D
| Equipo    | Encuentros | Encuentros | Encuentros | Encuentros | Tantos  | Tantos    | Tantos     | Puntos |
| Equipo    | jugados    | ganados    | empatados  | perdidos   | a favor | en contra | diferencia | Puntos |
| --------- | ---------- | ---------- | ---------- | ---------- | ------- | --------- | ---------- | ------ |
| Zimbabue  | 3          | 3          | 0          | 0          | 83      | 55        | 28         | 9      |
| Sudáfrica | 3          | 2          | 0          | 1          | 76      | 57        | 19         | 7      |
| Canadá    | 3          | 1          | 0          | 2          | 67      | 63        | 4          | 5      |
| Gales     | 3          | 0          | 0          | 3          | 40      | 91        | -51        | 3      |

## Fase Final

### Cuartos de final
| 24 de noviembre | Nueva Zelanda | 33 - 7 | Argentina |  |  |

| 24 de noviembre | Zimbabue | 10 - 33 | Samoa |  |  |

| 24 de noviembre | Australia | 26 - 12 | Sudáfrica |  |  |

| 24 de noviembre | Fiyi | 43 - 0 | Inglaterra |  |  |

### Semifinal
| 24 de noviembre | Nueva Zelanda | 26 - 0 | Samoa |  |  |

| 24 de noviembre | Australia | 12 - 31 | Fiyi |  |  |

### Final
| 24 de noviembre | Nueva Zelanda | 38 - 12 | Fiyi |  |  |

| Bandera de Nueva Zelanda |
| Campeón Nueva Zelanda    |
| 2º título del circuito   |